# Ligament talo-calcanéen interosseux
Le ligament talo-calcanéen interosseux (ou ligament astragalo-calcanéen interosseux ou ligament calcanéo-astragalien interosseux ou ligament en haie ou ligament interosseux astragalo-calcanéen) est le ligament principal de l'articulation subtalaire.

## Description
Le ligament talo-calcanéen interosseux est situé dans le sinus du tarse qui s'étend du sillon du talus au sillon calcanéen.
Il est constitué de deux plans, un antérieur et un postérieur, partiellement unis d'une largeur d'environ 2,5 cm.
Le plan antérieur est accolé à la face postérieure de l'articulation subtalaire antérieure et le plan postérieur plus mince est appliquée sur la capsule de l'articulation subtalaire postérieure. Les deux plans étant séparés par du tissu adipeux, et parfois par une bourse synoviale.